# 이만 압둘마지드
이만 모하메드 압둘마지드(영어: Iman Mohamed Abdulmajid, 소말리어: Iimaan Maxamed Cabdulmajiid, 1955년 7월 25일 ~ )는 소말리아 태생의 미국의 모델이자 배우이다.

## 생애
1955년에 소말리아 모가디슈의 상류층 가정에서 태어났다고 주장했다. 1973년에 같은 소말리아 국적의 남성과 결혼했으나 직업 상의 문제로 인해 사이가 벌어지면서 이혼했고, 이만은 미국으로 이주하여 모델로서 활동했다. 1977년에는 미국의 농구 선수인 스펜서 헤이우드와 결혼했으나, 10년만에 이혼하고, 3년 뒤인 1992년에 영국의 싱어송라이터인 데이비드 보위와 결혼했다. 그동안 유럽계 사람들의 관점에서 대단한 미녀로라고 평가받던 이만은 미국의 싱어송라이터인 마이클 잭슨의 곡인 《Remember The Time》의 뮤직비디오에 출연하기도 했다. 2016년에는 남편인 데이비드 보위와 사별했다.

## 참여 작품
- 테러리스트 (1983년 영화)
- 마이애미의 두 형사
- 코스비 가족 만세
- 아웃 오브 아프리카
- 노 웨이 아웃 (1987년 영화)
- 마이애미의 두 형사
- LA 이야기
- 스타 트렉 6: 미지의 세계
- Remember the Time 뮤직 비디오 (마이클 잭슨)

## 기타
이만 압둘마지드 본인은 소말리어, 아랍어, 프랑스어, 이탈리아어, 영어의 5개 언어가 모두 능통하다고 주장했으며, 이슬람교인이지만 세속주의자이다.